# Interesterificación
En la industria alimentaria y la bioquímica, la interesterificación (IE) es un proceso que reordena los ácidos grasos de un producto graso, típicamente una mezcla de triglicéridos. El proceso implica romper y reformar los enlaces éster C – O – C que conectan las cadenas de ácidos grasos con los núcleos de glicerol de las moléculas de grasa. Estas reacciones son realizadas por catalizadores inorgánicos, produciendo lo que se llama interesterificación química (CIE) en la industria; o por enzimas, en la denominada interesterificación enzimática (EIE).

## Generalidades
Este proceso se usa generalmente para ajustar las características físicas de la grasa, como el punto de fusión y la plasticidad, para usos específicos. Se puede utilizar, por ejemplo, para convertir aceites en productos sólidos o semisólidos combinándolos con otras grasas sólidas. También se puede emplear para prevenir la separación de fracciones sólidas en aceite de palma y grasas láuricas. para ralentizar la rancidificación o para crear aceites más adecuados para freír.
En comparación con otros procesos que se emplean para el mismo propósito, como la hidrogenación, la interesterificación generalmente conserva la distribución original de ácidos grasos en el producto y, por lo tanto, se espera que conserve sus atributos nutricionales y de salud. Sin embargo, esas otras técnicas aún se pueden aplicar a las grasas de partida o a los productos de IE, y estos últimos pueden mezclarse con otras grasas. Además, algunos de los nuevos triglicéridos producidos por IE pueden fraccionarse (separarse) mediante cristalización controlada.
Las grasas interesterificadas se utilizan en muchos productos alimenticios industriales, que incluyen galletas, galletas saladas, bizcochos, pasteles y glaseados, sustitutos de grasa lácteos, masa para pasteles, palomitas de maíz, pan plano y tortillas.

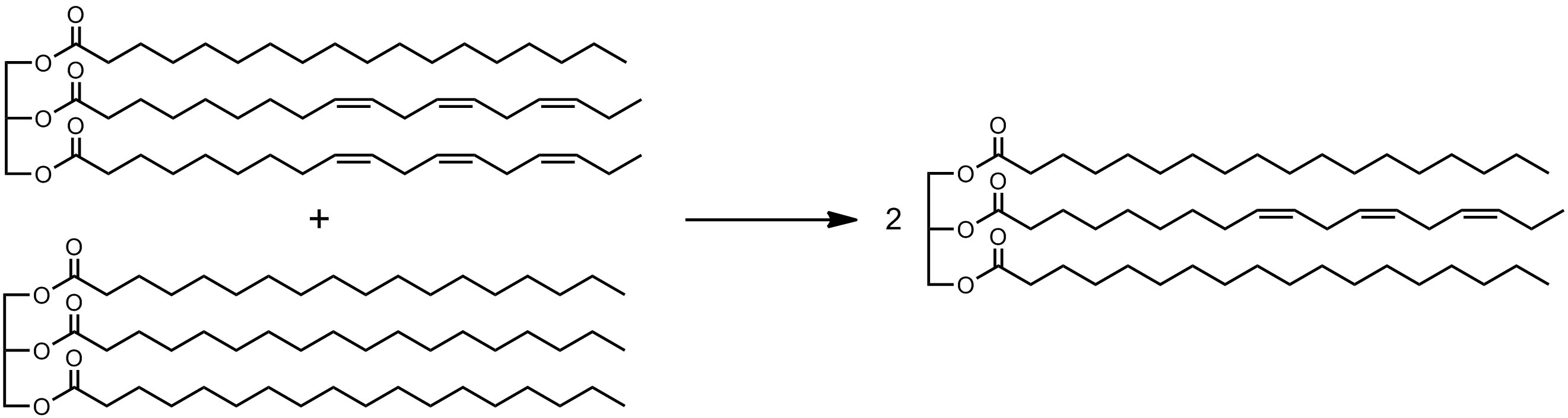
Un ejemplo de interesterificación entre un triglicérido (arriba a la izquierda) con dos residuos de ácido linolénico (LAR) y un residuo de ácido esteárico (SAR), y otro triglicérido (abajo a la izquierda) con tres SAR, produciendo dos moléculas con dos SAR y un LAR cada una (derecho).

## Materia prima
Normalmente, la materia prima (producto de partida) es una mezcla de dos o más aceites.
En particular, un aceite vegetal insaturado se puede interesterificar con una versión completamente hidrogenada del mismo. Este procedimiento produce una grasa menos insaturada sin crear los ácidos grasos trans que se producirían por hidrogenación parcial.

## Proceso

### Química
En principio, cuando la interesterificación se aplica a dos triglicéridos puros, cada uno con tres ácidos grasos idénticos (AAA y BBB), el resultado podría contener seis triglicéridos diferentes (AAA, AAB, ABA, ABB, BAB y BBB). El número es 6, en lugar de 23 = 8, debido a la simetría de la columna vertebral de glicerol. El número es mucho mayor si la materia prima tiene tres o más ácidos grasos distintos.

### Interesterificación "química"
En la llamada interesterificación "química", el catalizador es un compuesto inorgánico como el metóxido de sodio. La reacción se lleva a cabo a altas temperaturas y crea tres subproductos (jabones de sodio, ésteres metílicos grasos y monoglicéridos) además de las grasas interesterificadas.

### Interesterificación enzimática

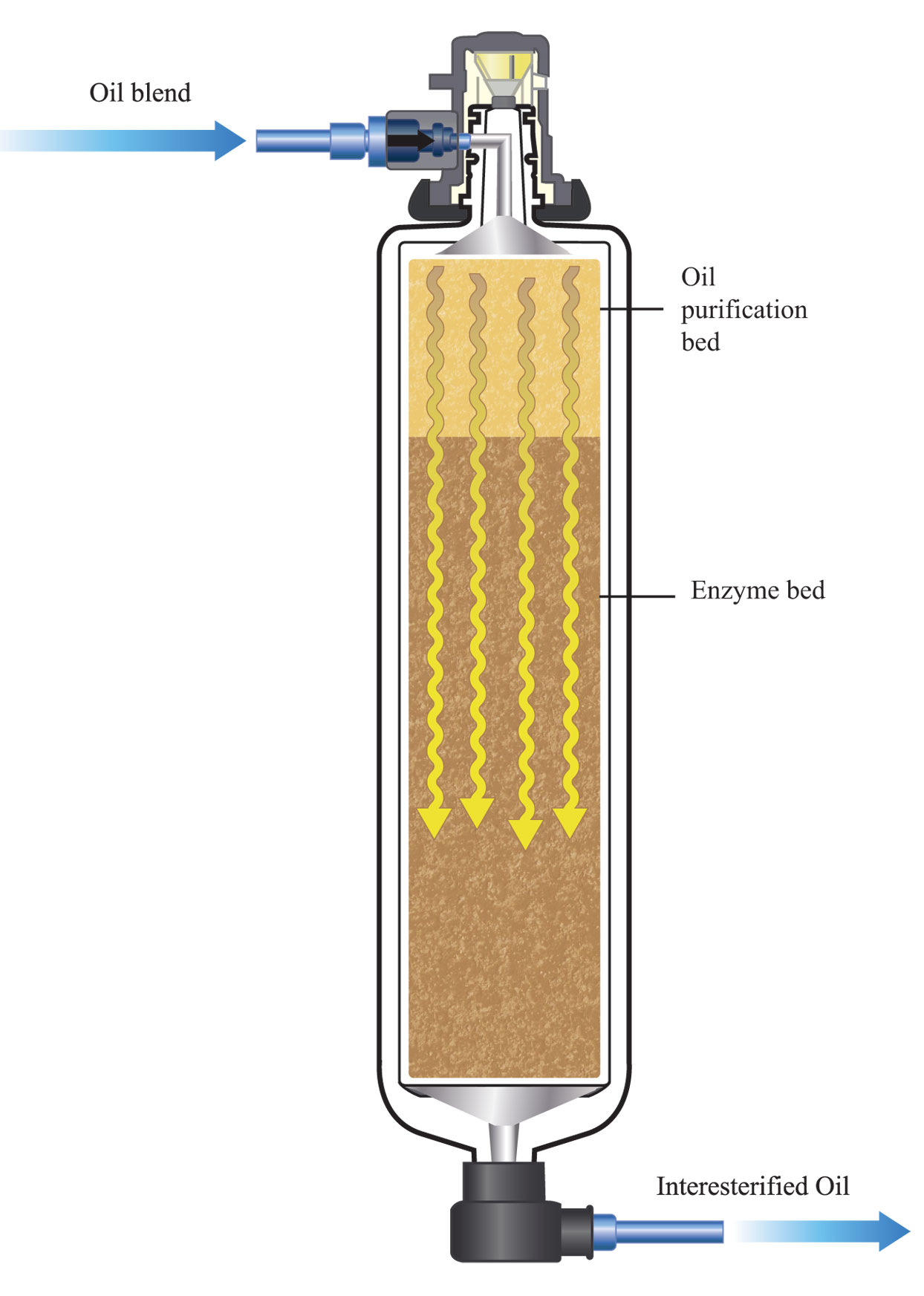
Un sistema de filtración de lecho fijo que muestra un aceite líquido mezclado y un aceite sólido (grasa dura) fluyen a través de un sistema que consta de un lecho de purificación de aceite y un lecho de enzimas.

La interesterificación enzimática (IE) utiliza una enzima para romper y reformar los enlaces éster. Las enzimas más adecuadas para este proceso son la esterasa; lipasa; acilasa; aquellas enzimas que facilitan acidolisis reacciones, transesterificación reacciones, éster de síntesis o de intercambio de éster de reacciones; enzimas que tienen actividad fosfolipasa o proteasa, incluida la actividad hidrolasa termoestable y termotolerantes; y polinucleótidos .     
Algunas enzimas romperán y reformarán los enlaces éster solo en las posiciones 1 y 3 (sp1 y sp3) del centro de glicerol, dejando los ácidos en la posición 2 (sp2) fijos.
El proceso industrial de EIE más común obliga a la materia prima líquida a pasar por un reactor de lecho fijo, que normalmente contiene un lecho de purificación de aceite seguido de un lecho de enzimas. Este último tiene la enzima fijada sobre algún sustrato granular inerte. El primer lecho elimina las impurezas de la mezcla de aceite que podrían inactivar la enzima o afectar su desempeño. La actividad de la enzima disminuye con el tiempo, por lo que el flujo debe controlarse cuidadosamente y ajustarse con el tiempo para mantener la conversión.
Se pueden usar dos o más reactores en tándem, donde el primer reactor tiene la actividad enzimática más baja y absorbe la mayoría de las impurezas y compuestos dañinos. Esta secuenciación protege las enzimas más activas, que se encuentran en los últimos reactores.  
La EIE ha estado reemplazando a la CIE porque tiene menos pasos de procesamiento, se puede realizar a temperaturas más bajas, no produce subproductos y tiene costos de producción más bajos.

## Ventajas
En comparación con las mezclas simples, las grasas interesterificadas tienen un rango de plasticidad más amplio, lo que significa que conservan sus propiedades físicas en un rango de temperatura más amplio, sin separación de sus componentes. La IE también puede utilizar una variedad más amplia de materias primas, como el aceite de soja, que proporcionan un mejor perfil de gestión de riesgos que el aceite de palma producido a nivel mundial.

## Historia
El registro más antiguo de interesterificación enzimática fue en 1844, cuando Théophile-Jules Pelouze publicó un estudio sobre la síntesis de un triglicérido a través de la esterificación de glicerol por ácido butírico. En 1920, Wilhelm Norman, quien también patentó la hidrogenación catalítica de ácidos grasos, obtuvo una patente para la interesterificación química de lípidos comestibles.  Este proceso se convirtió en una opción viable para la industria alimentaria, ya que mejoró la capacidad de untar y las propiedades de horneado de la manteca vegetal común.
La interesterificación enzimática fue desarrollada en la década de 1970 por el equipo del Centro de Investigación de Unilever en Colworth House en Inglaterra. Su trabajo demostró que el uso de una enzima específica reorganizaba de manera predecible los ácidos grasos en la columna vertebral de glicerol de un triglicérido en las posiciones 1 y 3. Esto proporcionó una gama ampliada de tipos de triglicéridos disponibles.
Aun así, EIE permaneció en gran medida confinado a los laboratorios de investigación debido a los altos precios de las enzimas. Fue solo en la década de 2000 que las preocupaciones generales sobre los efectos en la salud de los ácidos trans llevaron a la industria a adoptar la interesterificación como reemplazo de la hidrogenación parcial (que ha sido el método elegido para endurecer el aceite, debido a su menor costo).  La adopción se vio facilitada en gran medida por el desarrollo de enzimas unidas a sustratos sólidos inertes como la sílice.